# Gorky Park (album)
Gorky Park è il primo album in studio dei Gorky Park pubblicato nel 1989 per l'Etichetta discografica Mercury Records.

## Tracce
1. Bang – 4:47 (Gorky Park)
2. Try to Find Me – 5:08 (Gorky Park)
3. Hit Me With the News – 3:52 (Gorky Park)
4. Sometimes at Night – 5:08 (Gorky Park)
5. Peace in Our Time – 5:56 (Bon Jovi, Sambora)
6. My Generation (The Who Cover) – 4:44 (Townshend)
7. Within Your Eyes – 4:55 (Gorky Park)
8. Child of the Wind – 5:22 (Gorky Park)
9. Fortress – 4:04 (Gorky Park)
10. Danger – 3:30 (Gorky Park)
11. Action (traccia bonus) – 3:55 (Gorky Park)

## Lineup
- Nikolaj Noskov - voce
- Alexei Belov - chitarra solista, balalaika, tastiere, cori
- Big Sasha Minkov - basso, cori
- Jan Ianenkov - chitarra
- Sasha Lvov - batteria